# Pachycondyla brunoi
Pachycondyla brunoi är en myrart som beskrevs av Auguste-Henri Forel 1913. Pachycondyla brunoi ingår i släktet Pachycondyla och familjen myror. Inga underarter finns listade i Catalogue of Life.

## Bildgalleri

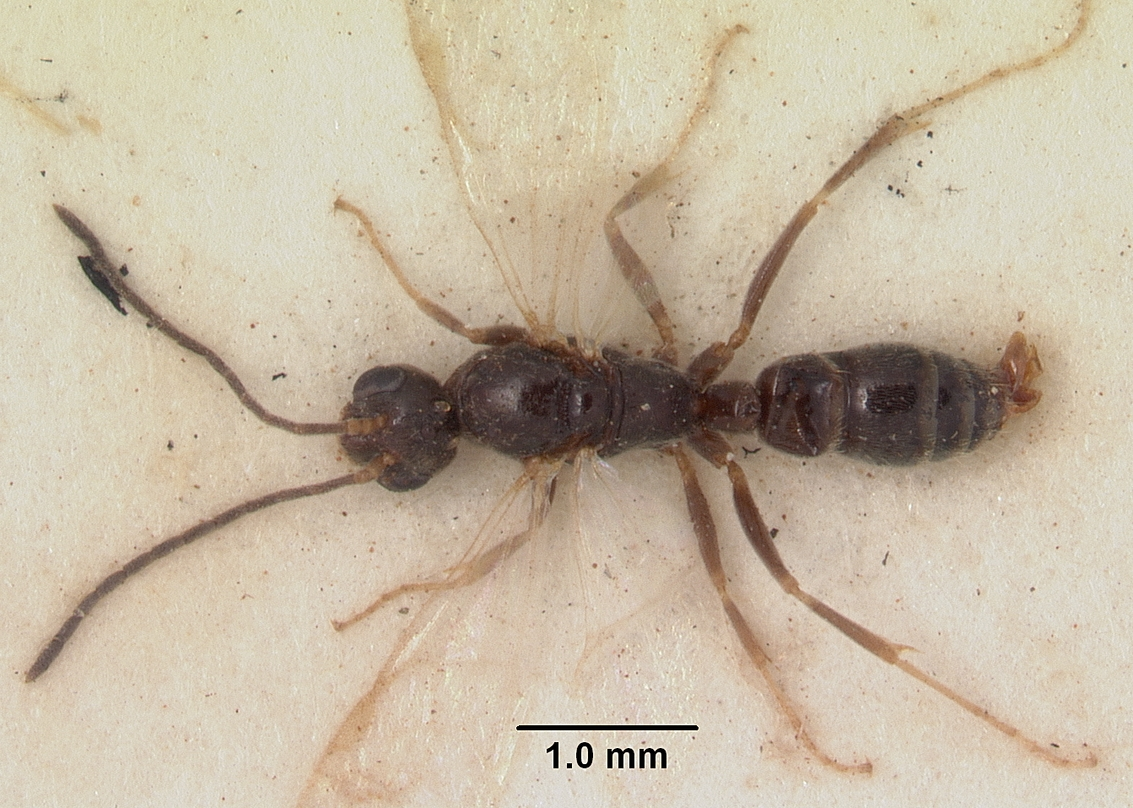
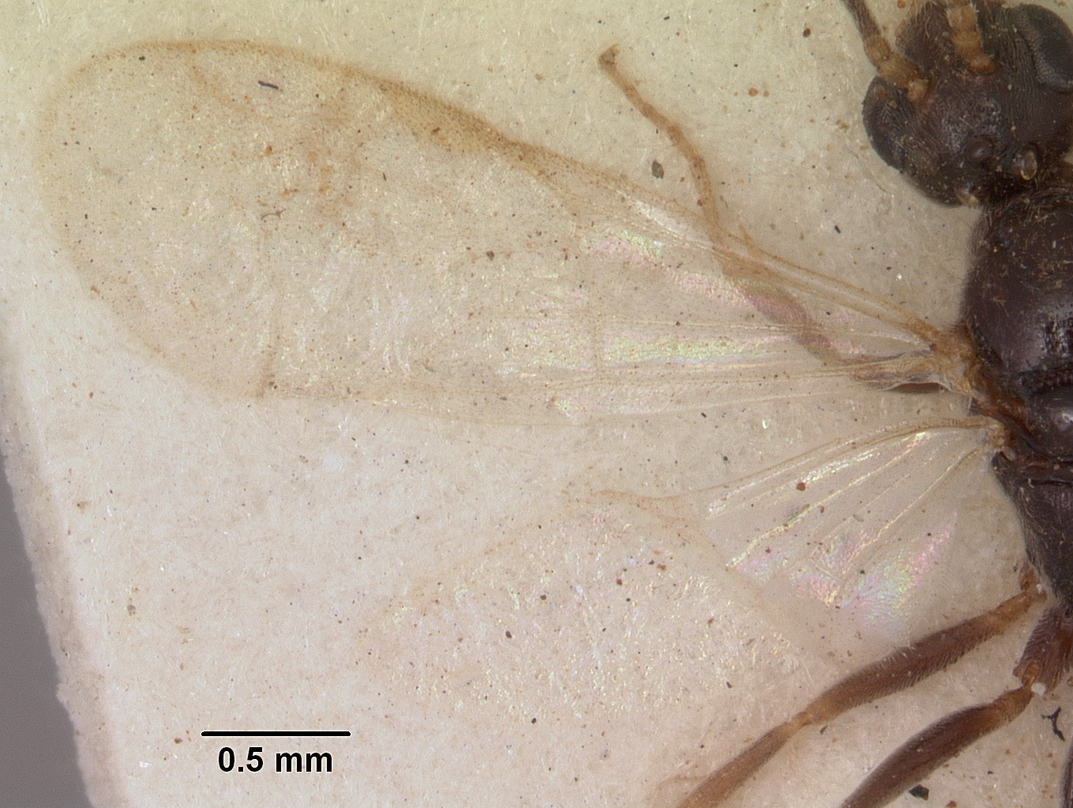
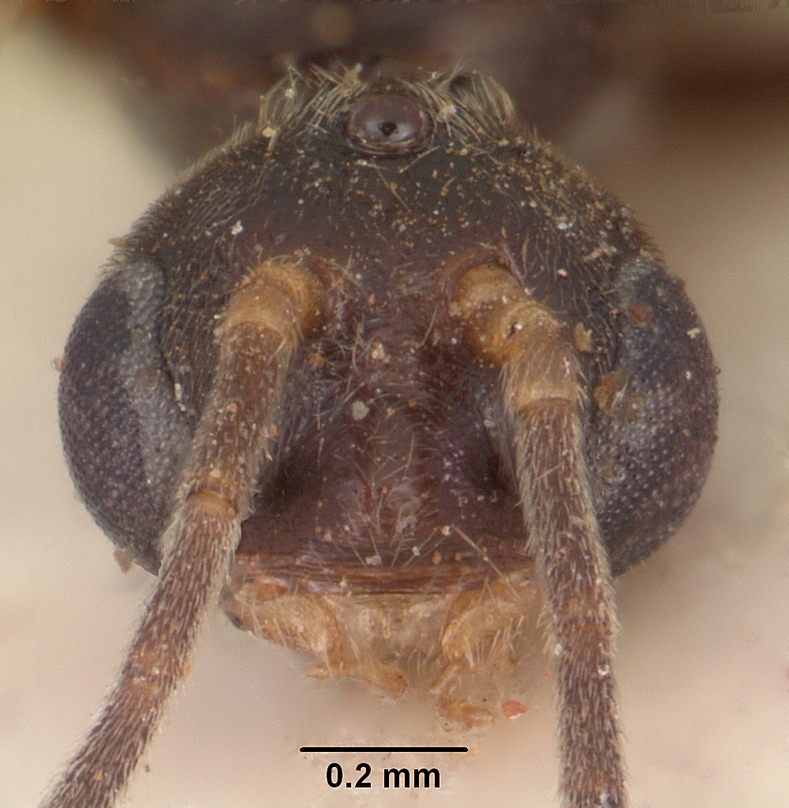
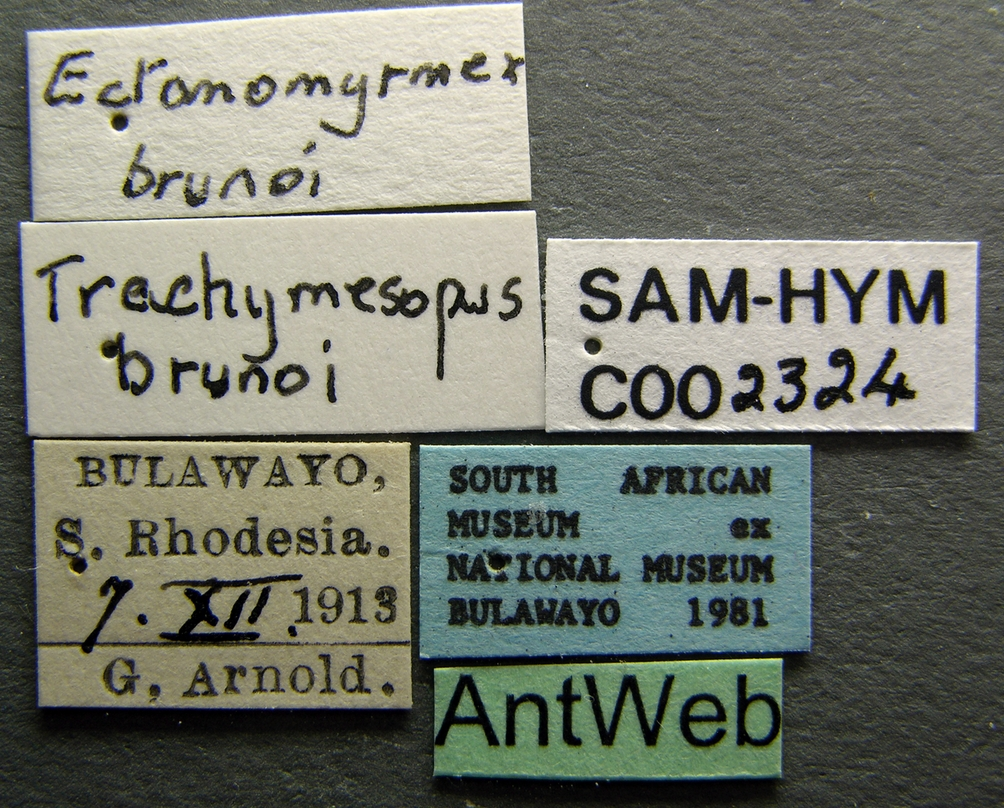
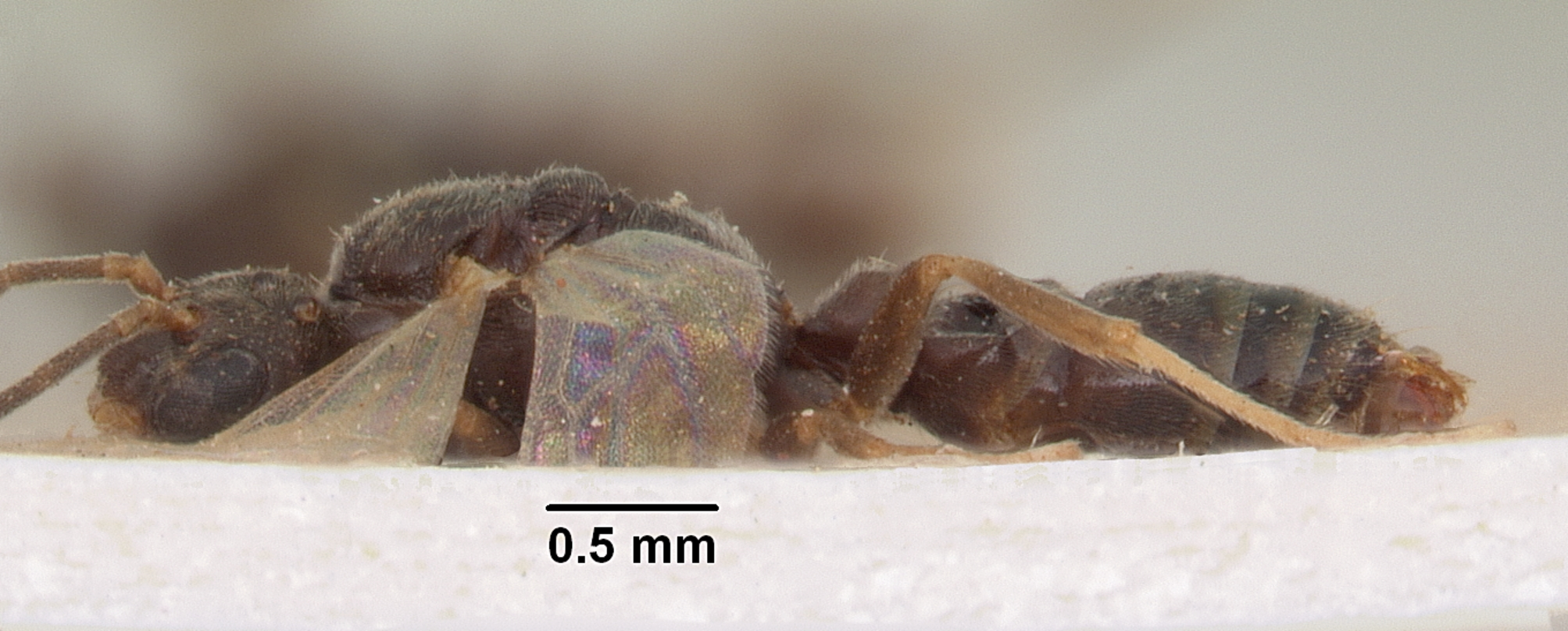